# 南小沼駅
座標: 北緯47度2分17秒 東経142度43分46秒 / 北緯47.03806度 東経142.72944度
南小沼駅（みなみこぬまえき）は、かつて樺太豊栄郡豊北村に存在した鉄道省樺太東線の駅である。

## 歴史
- 1936年2月11日：開業[1]。
- 1943年4月1日：南樺太の内地化により、鉄道省（国有鉄道）に編入。
- 1945年7月15日：豊真線の線路付替えにより、豊真線列車の直通開始。
- 1945年8月：ソ連軍が南樺太へ侵攻、占領し、駅も含め全線がソ連軍に接収される。
- 1946年2月1日：日本の国有鉄道の駅としては書類上廃止。
- 1946年4月1日：ソ連国鉄に編入。ロシア語駅名は「アカデミヤ」。

## 運行状況
（1944年当時）

樺太東線のほか、川上線と豊真線の列車が直通し、利用可能であった。
- 樺太東線
  - 上りは大泊駅行き2本が運行されていた。
  - 下りは落合駅行き2本が運行されていた。
- 川上線
  - 上下線とも3往復が運行されていた。

## 隣の駅
鉄道省樺太鉄道局
樺太東線
豊北駅 - 南小沼駅 - 小沼駅